# 아다치 유미
아다치 유미(일본어: 安達 祐実, 1981년 9월 14일 ~ )는 일본의 배우, 가수이다.

## 출연 작품
- 도쿄 흡혈 호텔 (2017)
- 도쿄 데시벨 (2017)
- 경시청 제로계 ~생활안전과 뭐든지 상담실~ (2016)
- 디자이너 베이비 (2015)
- 왕비의 관 (2015)
- 마더 게임 ~그녀들의 계급~ (2015)
- 영화 ST 적과 백의 수사파일 (2015)
- 벚꽃 물든 게이샤 (2014)
- 토쿠보우 경찰청특수방범과 (2014)
- 주로 울고 있습니다 (2012)
- 로프트 (2005)
- 전설의 와니, 제이크 (2004)
- 바람을 본 소년 (2000)
- 유리가면 2 (1998)
- 한 지붕 아래 2 (1997)
- 유리 가면 (1997)
- 스타 키드 (1997)
- 히어로 인터뷰 (1994)
- 한 지붕 아래 (1993)